# The Daily Bugle (веб-сериал)
«The Daily Bugle» (ранее — «TheDailyBugle.net») — американский фантастический короткометражный веб-сериал, являющийся продуктом вирусного маркетинга и стилизованный под новостное издание. Рассказывающий о вымышленной площадке TheDailyBugle.net, веб-сериал является частью «Кинематографической вселенной Marvel» (КВМ) и «Вселенной Человека-паука от Sony» (SSU).
Шесть эпизодов первой рекламной кампании были выпущены в октябре—ноябре 2019 года, пятнатдцать эпизодов второй кампании — с ноября 2021 года по апрель 2022 года, 4 эпизода третьей кампании в марте 2022 года.

## Актёры и персонажи
- Джей Кей Симмонс — Джей Джона Джеймсон: Ведущий The Daily Bugle[1][2][3].
- Энгаури Райс — Бетти Брант (2-й сезон):
Новая практикантка The Daily Bugle, назначенная ответственной за аккаунт издания в TikTok[4][5].
- Никке Марина — Никке Марина (3-й сезон):
Новый социальный корреспондент The Daily Bugle, сообщающая о преступной деятельности доктора Майкла Морбиуса.

Также свои роли из фильмов повторили Тони Револори в роли блогера Юджина «Флэша» Томпсона, Хэннибал Бёресс в роли учителя физкультуры школы Мидтауна Уилсона, Джейкоб Баталон в роли Неда Лидса и Том Холланд в роли Питера Паркера / Человека-паука, а Джейк Джилленхол появился в роли Квентина Бека / Мистерио через архивные кадры из фильма «Человек-паук: Вдали от дома». В 3-м сезоне используются кадры с Джаредом Лето в роли доктора Майкла Морбиуса и Адрией Архоной в роли Мартины Бэнкрофт из фильма «Морбиус» (2022).

## Производство
«The Daily Bugle» — это третий каноничный веб-сериал КВМ после двухсезонного «WHIH Newsfront» и шестисерийного «Агенты «Щ.И.Т.»: Йо-Йо», в то время как «Агенты „Щ. И. Т.“: Рассекречено» (2013—2014), «Агенты „Щ. И. Т.“: Двойной агент» (2015) и «Агенты „Щ. И. Т.“: Академия» (2016) являются медиа по мотивам — действия в них происходят в беллетризированной версии реального мира, а потому не относятся к основной хронологии вымышленной вселенной.
С 2002 по 2007 год персонаж Джей Джона Джеймсон появлялся в трилогии Сэма Рэйми, служа основным комиком на протяжении всей серии фильмов, сохраняя неприязнь к Человеку-пауку и получая удовольствие от всего, что может его дискредитировать или отклеветать, но, несмотря на это, он остаётся хорошим человеком. После повторения роли в многочисленных анимационных проектах Симмонс выразил заинтересованность в повторении роли Джеймсона в дилогии Марка Уэбба «Новый Человек-паук» в апреле 2014 года, надеясь, что студия предложит ему эту роль.
Симмонс повторил свою роль новой версии Джея Джоны Джеймсона в фильме «Человек-паук: Вдали от дома» (2019), став первым персонажем живого действия, которого изобразил один и тот же актёр в двух разных франшизах. Симмонс также повторил свою роль во «Вселенной Человека-паука от Sony». В отличие от своего первоначального образа, Джей Джона Джеймсон предстаёт как ведущий телепередачи The Daily Bugle, сенсационной «видеоплатформы по типу InfoWars». Джон Уоттс отметил, что исполнение Симмонса было превосходным в фильмах Рэйми, но теперь новую версию персонажа можно сравнить с реальными людьми, например, с Алексом Джонсом. По словам Кевина Файги, изменения также означали, что превращение персонажа из редактора газеты в «радикально правого новостного журналиста, который как бы кричит перед камерой», имело больше смысла. Симмонс заявил, что они с Уоттсом «не сошлись во взглядах» на современное воплощение персонажа в фильме по сравнению с его игрой в фильмах Рэйми.
Симмонс объявил, что подписал контракт на исполнение роли Джея Джоны Джеймсона в новых фильмах «Кинематографической вселенной Marvel» (КВМ) и «Вселенной Человека-паука от Sony» (SSU); Кадры с Симмонсом в роли Джеймсона, предположительно являющиеся частью рекламной кампании фильма «Человек-паук: Нет пути домой» (2021), появляются в сцене после титров фильма SSU «Веном 2» (2021); этот фильм был официально выпущен в рамках кампании «Нет пути домой» на YouTube под названием «Web of Lies!» в апреле 2022 года.
Симмонс вернулся к роли Джея Джоны Джеймсона, а Тони Револори вернулся к роли Юджина «Флэша» Томпсона. Marvel Studios в партнёрстве с Sony Pictures создала видеоролики, которые рассказывают о персонаже сразу после событий «Человека-паука: Вдали от дома» и о подготовке к «Человеку-пауку: Нет пути домой», а также содержат множество пасхальных яиц для КВМ, включая такие события, как криминальная карьера и арест Эдриана Тумса. Помимо архивных кадров с Томом Холландом и Джейком Джилленхолом из фильмов о Человеке-пауке, в роликах также используются оригинальные материалы и кадры, показывающие последствия нападений Мистерио. Во втором сезоне, выходящем на TikTok, а затем на YouTube, Энгаури Райс исполняет роль Бетти Брант вместе с Симмонсом. Бетти изображена как новая (неоплачиваемая) практикантка в The Daily Bugle, назначенная ответственной за аккаунт издания в TikTok. В третьем сезоне, также выпущенном на TikTok и происходящем в SSU, Никке Марина, новый социальный корреспондент The Daily Bugle, обсуждает преступления доктора Майкла Морбиуса; эпизоды двух последних сезонов выходят в нехронологическом порядке относительно событий «Нет пути домой» и «Морбиуса».

## Релиз
Первый сезон был доступен на YouTube-канале «The Daily Bugle», а также в таких изданиях, как Facebook и The Mary Sue. Видеоролики The Daily Bugle также появляются в качестве бонусных функций на Blu-ray-релизе фильма «Человек-паук: Вдали от дома» (2019). Второй и третий сезоны были доступны на TikTok-канале «The Daily Bugle», на который был перенаправлен официальный сайт.

### Дополнительные материалы
Другие материалы, выпущенные для вирусных маркетинговых кампаний, включают постоянные сообщения в социальных сетях, таких как Twitter и Instagram, а также реальную версию вымышленного сайта The Daily Bugle. Вдохновлённый реальными «конспирологическими» сайтами, такими как сайт Алекса Джонса, сайт демонстрирует Симмонса в роли Джеймсона на видео, где он выступает против Человека-паука и поддерживает Мистерио, а затем добавляет: «Спасибо за просмотр. Не забудьте поставить лайк и подписаться!». На сайте размещены свидетельства предполагаемых жертв «Скачка», в том числе жалоба на то, что они исчезли в опасной ситуации и были серьёзно ранены, когда появились вновь. Через несколько дней сайт был обновлён, чтобы заявить, что эта история была подделана для страхового возмещения; с запуском кампании «Человек-паук: Нет пути домой» в ноябре 2021 года сайт был перенаправлен на TikTok-аккаунт «The Daily Bugle».

## Эпизоды

### Кампания «Человек-паук: Вдали от дома» (2019)
| № общий | № в кампании | Название                                                                                              | Гостевое участие                                                       | Дата премьеры   | Длительность |
| --- | ------------ | --- | ---------------------------------------------------------------------- | --------------- | ------------ |
| 1 | 1            | «EXCLUSIVE Mysterio Final Moments Full Story Credit The Daily Bugle J. Jonah Jameson»                 | Джейк Джилленхол в роли Квентина Бека                                  | 23 октября 2019 | 0:24         |
| Джей Джона Джеймсон рассказывает о главном сюжете предстоящей недели: кадры смерти Мистерио.                                                                              |              | |                                                                        |                 |              |
| 2 | 2            | «TheDailyBugle.net: EXCLUSIVE Footage From Tower Bridge Attack»                                       | Тони Револори в роли Флэша Томпсона                                    | 29 октября 2019 | 0:33         |
| The Daily Bugle представляет кадры, на которых запечатлён момент нападения Элементалей на Тауэрский мост, снятый интернет-знаменитостью Флэшем Томпсоном.                 |              | |                                                                        |                 |              |
| 3 | 3            | «TheDailyBugle.net EXCLUSIVE! Spider-Man is a Menace!»                                                | —                                                                      | 29 октября 2019 | 0:34         |
| Джей Джона Джеймсон обличает истинную природу Человека-паука — как криминальной угрозы.                                                                                   |              | |                                                                        |                 |              |
| 4 | 4            | «TheDailyBugle.net: EXCLUSIVE Spider-Man Unmasked Full Story Credit The Daily Bugle J. Jonah Jameson» | Джейк Джилленхол в роли Квентина БекаТом Холланд в роли Питера Паркера | 30 октября 2019 | 1:12         |
| Джей Джона Джеймсон обнародывает кадры смерти Мистерио, показывая это как убийство от рук Человека-паука и раскрывает личность последнего как Питера Паркера.             |              | |                                                                        |                 |              |
| 5 | 5            | «TheDailyBugle.net: EXCLUSIVE Coney Island re-opened years after devastating crash»                   | —                                                                      | 6 ноября 2019   | 0:25         |
| The Daily Bugle рассматривает преступный акт Человека-паука по разрушению Кони-Айленда в 2016 году перед его повторным открытием в 2024 году.                             |              | |                                                                        |                 |              |
| 6 | 6            | «TheDailyBugle.net: EXCLUSIVE London Attack — Tower Bridge Bill Blues»                                | —                                                                      | 20 ноября 2019  | 0:27         |
| Премьер-министр Великобритании требует возмещения ущерба от правительства США после того, как Человек-паук был признан ответственным за недавнюю атаку на Тауэрский мост. |              | |                                                                        |                 |              |

### Кампания «Человек-паук: Нет пути домой» (2021—2022)

#### Tik-Tok
| № общий | № в кампании | Название | Гостевое участие                       | Дата премьеры   | Длительность |
| --- | ------------ | --- | -------------------------------------- | --------------- | ------------ |
| 7 | 1            | «Hi TikTok! Welcome to The Daily Bugle! Follow us for breaking news on Spider-Man you can’t get anywhere else.»                             | TBA                                    | 24 ноября 2021  | 0:31         |
| Бетти Брант устраивается на работу в The Daily Bugle в качестве стажёра и отвечает за их аккаунт в TikTok. Поначалу, обрадовавшись перспективой «первой настоящей работы», она обнаруживает, что ей не платят. |              | |                                        |                 |              |
| 8 | 2            | «Tell us you hate Spider-Man without telling us… (even if you don’t actually hate him).»                                                    | —                                      | 24 ноября 2021  | 0:14         |
| Когда Бетти Брант пытается рассказать The Daily Bugle, что Питер Паркер — «очень хороший» человек, который спас ей жизнь, её прерывает Джей Джона Джеймсон и называет Паркера «Паучьей угрозой». |              | |                                        |                 |              |
| 9 | 3            | «Join us as an intern of The Daily Bugle, no experience required! Get our reporter pack from our in bio.»                                   | —                                      | 24 ноября 2021  | 0:31         |
| С расширением The Daily Bugle до «журналистского джаггернаута» в дополнение к веб-сайту безумно улыбающаяся Бетти Брант предлагает другим заинтересованным сторонам дальнейшие стажировки с бесплатным репортёрским пакетом, чтобы звонить и узнавать о действиях Человека-паука: «Наблюдения за Человеком-пауком, ошибочные мнения, неясные слухи и самые безумные теории заговора — сегодня!». |              | |                                        |                 |              |
| 10 | 4            | «Lightning and sand storms in NYC? Find out who's behind it all in our latest report!»                                                      | —                                      | 2 декабря 2021  | 0:58         |
| Бетти Брант сообщает об обнаружении Электро и Песочного человека в Нью-Йорке; после предположения, что «суперзлодеи вернулись», Брант, которую подговорил Джеймсон, меняет тон и обвиняет «Паучью угрозу» в имитации атак и штормов, как в случае с Элементалями. |              | |                                        |                 |              |
| 11 | 5            | «Do YOU have what it takes to become a reporter for The Daily Bugle? Duet this and show us if you can handle this #Teleprompter Challenge!» | Нет                                    | 3 декабря 2021  | 0:49         |
| Бетти Брант следит за официальным телесуфлёром The Daily Bugle, предлагая зрителям прочитать отрывок, осуждающий Человека-паука за убийство межпространственного героя Мистерио. |              | |                                        |                 |              |
| 12 | 6            | «Daily Bugle Exclusive: a chat with one of Peter Parker's teachers, Coach Wilson.»                                                          | Хэннибал Бёресс в роли тренера Уилсона | 7 декабря 2021  | 0:23         |
| В предварительном просмотре нового сегмента The Daily Bugle под названием «Горячие вопросы с Бетти Брант», Бетти берёт интервью у своего бывшего школьного тренера Уилсона, расспрашивая его о том, почему он «никогда не замечал, что Питер Паркер обладает экстраординарными спортивными способностями». Уилсон заявляет, что, поскольку средняя школа Мидтауна является научной, «два отжимания» можно считать актом «выдающихся спортивных способностей». |              | |                                        |                 |              |
| 13 | 7            | «Daily Bugle Exclusive: meet author Eugene "Flash" Thompson — the creator of the name "Spider-Man."»                                        | Тони Револори в роли Флэша Томпсона    | 10 декабря 2021 | 0:28         |
| В предварительном выпуске программы «Горящие вопросы с Бетти Брант», Бетти берёт интервью у своего бывшего одноклассника, Юджина «Флэша» Томпсона, который опубликовал книгу о своей дружбе с Питером Паркером и о том, как он первым назвал его «Человеком-пауком», загрузив видеозапись на YouTube много лет назад, ещё не зная, что Человек-паук — это Питер Паркер. Флэш также рассматривал имена «Арахнокид» и «Укушенный».В «Последнем слове» Джеймсон заявляет, что «не позволил бы этому ребёнку приближаться к собачьему парку, не говоря уже о государственной школе». |              | |                                        |                 |              |
| 14 | 8            | «Daily Bugle Exclusive: a sit-down with Peter Parker’s best friend, Ned Leeds.»                                                             | Джейкоб Баталон а роли Неда Лидса      | 10 декабря 2021 | 0:23         |
| В предварительном выпуске «Горячих вопросов с Бетти Брант», Бетти берёт интервью у Неда Лидса, своего бывшего парня и лучшего друга Питера Паркера; однако вместо того, чтобы спросить о Паркере, Бетти спрашивает Неда о том, «какое сообщение уместно отправить своей бывшей девушке посреди ночи» — после неловкой паузы Бетти хвалит внешность Неда, а затем подаёт сигнал съёмочной группе вырезать момент, когда Нед упоминает о её неизменной красоте. |              | |                                        |                 |              |
| 15 | 9            | «Join us and play Put A Finger Down: Daily Bugle Edition!»                                                                                  | —                                      | 15 декабря 2021 | 0:56         |
| Бетти Брант приглашает своих зрителей принять участие в конкурсе «Опусти палец вниз: выпуск Daily Bugle», раскрывая тематическое слово в конце эфира — «Человек-паук». |              | |                                        |                 |              |
| 16 | 10           | «Breaking News! Peter Parker aka. Spider-Man has been released!»                                                                            | Том Холланд в роли Питера Паркера      | 17 декабря 2021 | 0:21         |
| Бетти Брант объявляет о снятии обвинений с Питера Паркера / Человека-паука властями после того, как он был задержан за предполагаемое убийство Мистерио. |              | |                                        |                 |              |
| 17 | 11           | «A Daily Bugle exclusive sit-down with Spider-Menace himself, Peter Parker»                                                                 | Том Холланд в роли Питера Паркера      | 20 декабря 2021 | 0:31         |
| Бетти Брант спрашивает Питера Паркера, что бы он сказал пауку, который его укусил. После того, как Питер отвечает «Спасибо», Бетти добавляет «Просто так?».В «Последнем слове» Джеймсон заявляет, что «Daily Bugle не успокоится, пока мы не развяжем его [Человека-паука] паутину лжи». |              | |                                        |                 |              |
| 18 | 12           | «I was definitely hired for my journalist skills and no other reason, right??»                                                              | —                                      | 23 декабря 2021 | 0:18         |
| Бетти Брант отвечает на вопросы фанатов. |              | |                                        |                 |              |
| 19 | 13           | «Get your fix on Daily Bugle Supplements today! #Sponsored»                                                                                 | —                                      | 6 января 2022   | 0:13         |
| Это реклама спонсора The Daily Bugle, «Daily Bugle Supplements». |              | |                                        |                 |              |

#### YouTube
| № общий | № в кампании | Название                                                       | Гостевое участие                                   | Дата премьеры  | Длительность |
| ------- | ------------ | -------------------------------------------------------------- | -------------------------------------------------- | -------------- | ------------ |
| 20      | 14           | «TheDailyBugle.net: EXCLUSIVE - Web of Lies!»                  | Том Холланд в роли Питера Паркера / Человека-паука | 5 апреля 2022  | 1:19         |
| 21      | 15           | «TheDailyBugle.net: EXCLUSIVE - Sticky Street Job»             | —                                                  | 5 апреля 2022  | 0:42         |
| 22      | 16           | «TheDailyBugle.net: EXCLUSIVE - Spider-Sycophant»              | Тони Револори в роли Флэша Томпсона                | 8 апреля 2022  | 1:41         |
| 23      | 17           | «TheDailyBugle.net - Spider-Menace Tip Line»                   | Том Холланд в роли Питера Паркера / Человека-паука | 14 апреля 2022 | 0:37         |
| 24      | 18           | «TheDailyBugle.net: EXCLUSIVE - "Savies" A New Menace Emerges» | —                                                  | 29 апреля 2022 | 0:37         |
| 25      | 19           | «TheDailyBugle.net: EXCLUSIVE - Spider-Menace Strikes Again»   | —                                                  | 29 апреля 2022 | 1:15         |

### Кампания «Морбиус» (2022)
| № общий | № в кампании | Название | Гостевое участие                           | Дата премьеры | Длительность |
| --- | ------------ | --- | ------------------------------------------ | ------------- | ------------ |
| 26 | 1            | «BREAKING NEWS about Dr. Michael Morbius from our NEW social correspondent»                                                              | Джаред Лето в роли доктора Майкла Морбиуса | 18 марта 2022 | 1:01         |
| Никке Марина представляется как новый социальный корреспондент, взявшая «необычайно опасную работу». Никке сообщает о недавнем публичном отказе доктора Майкла Морбиуса от престижной награды научного сообщества, а затем подробно рассказывает, кто такой Морбиус: ведущий мировой эксперт по заболеваниям крови, директор престижной лаборатории «Horizon Labs» и изобретатель «искусственной крови», которая, по мнению Никке, будет либо «очень полезной, либо катастрофой». |              | |                                            |               |              |
| 27 | 2            | «This just in: Dr. Michael Morbius is missing! Stitch this video with any info about his whereabouts!»                                   | Адриа Архона в роли Мартины Бэнкрофт       | 24 марта 2022 | 0:51         |
| 28 | 3            | «Developing story: Dr. Michael Morbius has been found looking… healthier than ever.»                                                     | Джаред Лето в роли доктора Майкла Морбиуса | 29 марта 2022 | 1:24         |
| 29 | 4            | «A super creature spotted in New York City! Could Dr. Michael Morbius be involved? @nicquemarina reports from the safety of her closet.» | Джаред Лето в роли доктора Майкла Морбиуса | 31 марта 2022 | 1:37         |

## Реакция

### Отзывы критиков
Аарон Перин из ComicBook.com высоко оценил решение о возвращении Симмонса к роли персонажа, подытожив его появление мемом: «Когда ты настолько владеешь ролью, что первая перезагрузка не показывает твоего персонажа, а вторая перезагрузка прямо-таки возвращает тебя», сопроводив фотографией из фильма Сэма Рэйми «Человек-паук 2» (2004) со смеющимся Симмонсом. Джош Вайс из Syfy Wire похвалил веб-сериал и сопутствующий веб-сайт, сказав: «Надеемся, что это не просто единичный случай для DVD и Blu-ray релиза, потому что Sony может использовать его по максимуму и повысить интерес к следующей части». Джессика Фишер из Geek Tyrant в рецензии на первый эпизод описала появление Симмонса как «удивительное, но не поражающее воображение». Эрик Диаз из Nerdist описал роль Симмонса как «настоящий восторг», сказав, что «несмотря на отсутствие его фирменной плоской причёски, фанаты были более чем довольны его обновлённой версией». Далее он назвал сайт, связанный с фильмом, «умным маркетинговым ходом», похвалив его «поразительное сходство с известными конспирологическими блогами, которые останутся безымянными [InfoWars], с эстетикой сайта, которая практически полностью совпадает».

### Награды
Кампания TikTok для игры «Человек-паук: Нет пути домой» была номинирована на премию Shorty Awards в категории развлечений.

## Комментарии
1. 1 2 3  Кадры из фильма «Человек-паук: Вдали от дома» (2019).
2. 1 2 3 4  Как показано в фильме «Человек-паук: Вдали от дома» (2019).
3. ↑  Как показано в фильме «Человек-паук: Возвращение домой» (2017).
4. ↑  Как показано в фильме «Человек-паук: Нет пути домой» (2021).
5. ↑  Только голос.
6. 1 2 3  Кадры из фильма Человек-паук: Нет пути домой (2021).
7. 1 2 3  Изначально эпизод вышел 15 марта 2022 года как бонус к цифровому релизу фильма Человек-паук: Нет пути домой (2021).
8. 1 2 3 4  Кадры из фильма «Морбиус» (2022).
9. ↑  Как показано в фильме «Морбиус» (2022).